# Škoda Octavia
Pour les articles homonymes, voir Octavie.
Pour le modèle de Škoda Auto, voir Škoda Octavia (1959).
 (août 2024).
Si vous disposez d'ouvrages ou d'articles de référence ou si vous connaissez des sites web de qualité traitant du thème abordé ici, merci de compléter l'article en donnant les références utiles à sa vérifiabilité et en les liant à la section « Notes et références ».
La Škoda Octavia est une gamme d'automobiles familiales du constructeur tchèque Škoda existant en berline et break et produite à 6,5 millions d'exemplaires avant l'arrivée de la quatrième génération.
La première Octavia a été fabriquée de 1959 à 1971. La marque a repris le nom en 1996 et créé une familiale sur la base de la plate-forme de la Volkswagen Golf. Depuis, quatre générations se succèdent : lancées en 1996 (Octavia I) puis en 2004 (Octavia II), en 2014 (Octavia III) puis en 2020 pour l'Octavia IV.

## Historique
L'Octavia de Škoda, se décline en quatre générations.

### Résumé de l'Octavia
| Générations                            | Production           | Dérivés de chez Škoda | Modèles similaires                                                                              |
| -------------------------------------- | -------------------- | --------------------- | ----------------------------------------------------------------------------------------------- |
| Octavia (1959 - 1971)                  | 365 379 exemplaires  |                       |                                                                                                 |
| Octavia I (1996 - 2004)                |                      |                       | Audi B5 ; BMW E36 ; Mercedes-Benz Classe C (Type 202)                                           |
| Octavia I Tour/Tradition (2004 - 2010) |                      |                       |                                                                                                 |
| Octavia II (2004 - 2013)               |                      |                       | Audi B6 ; Audi B7 ; Audi B8 ; BMW E46 ; BMW E90/E91/E92/E93 ; Mercedes-Benz Type 203 ; Type 204 |
| Octavia III (2013 - 2019)              | Fin de production    |                       | Audi B9 ; BMW F30 ; Mercedes-Benz Classe C (Type 205)                                           |
| Octavia IV (2019 -...)                 | Encore en production |                       | Renault Talisman, Peugeot 508 II                                                                |

### Škoda Octavia(1959 - 1971)
La Škoda Octavia, première du nom, a été lancée en 1959, en tant que remplaçante des Škoda 440 et 445, sur lesquelles elle était basée. Elle fut nommée Octavia car il s'agissait du huitième modèle de la lignée des voitures populaires de la marque.
Il s'agissait d'un modèle de type propulsion, disponible avec deux moteurs 4 cylindres essence 1,1 et 1,2 L, d'abord en configuration berline (deux portes), puis dans une version break (trois portes) à partir de 1961. Un cabriolet nommé Felicia complétait l'offre.
La berline fut produite jusqu'en 1964, date à laquelle elle fut remplacée par la 1000 MB, alors que la version break resta en production jusqu'en 1971.

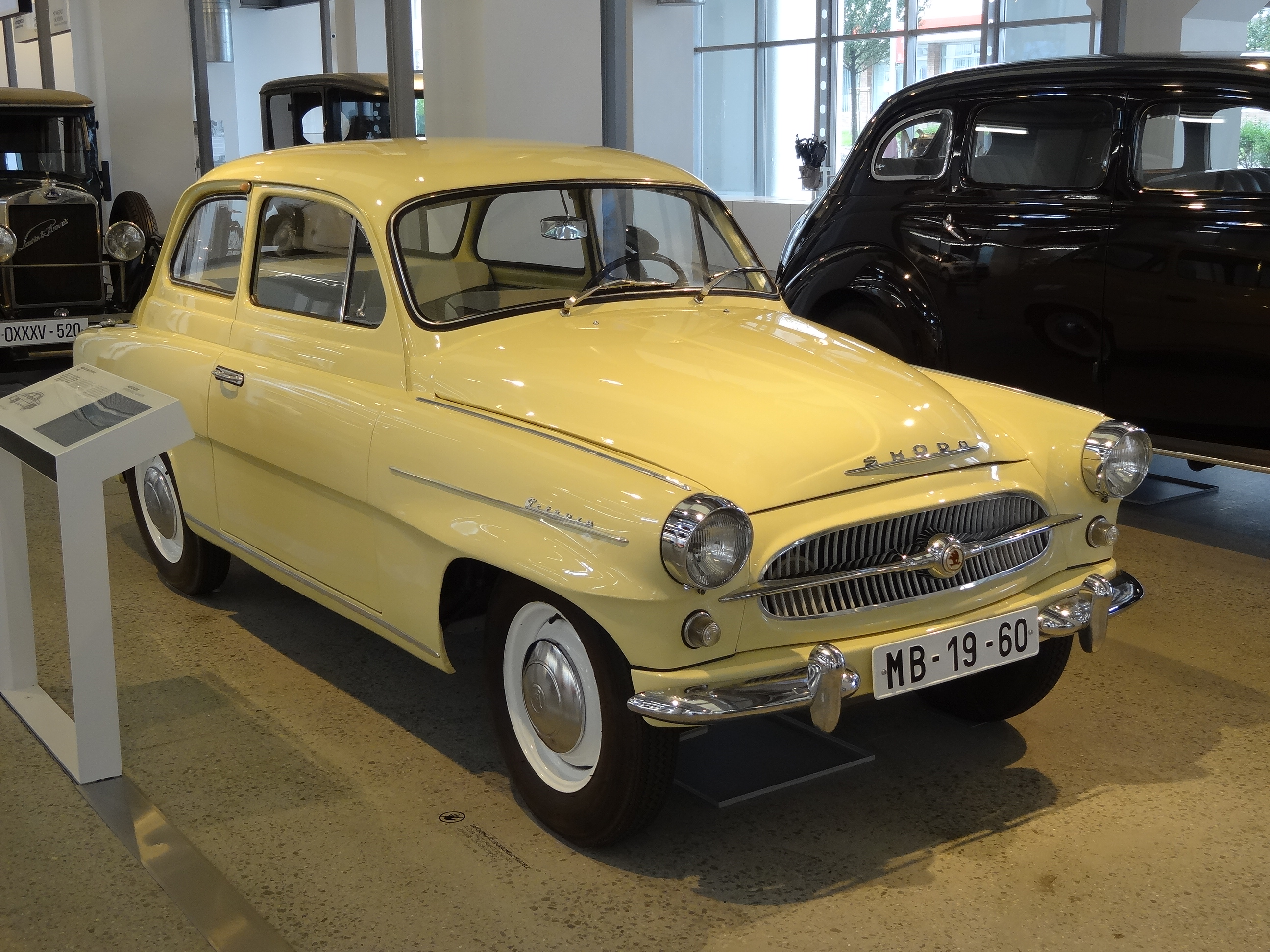
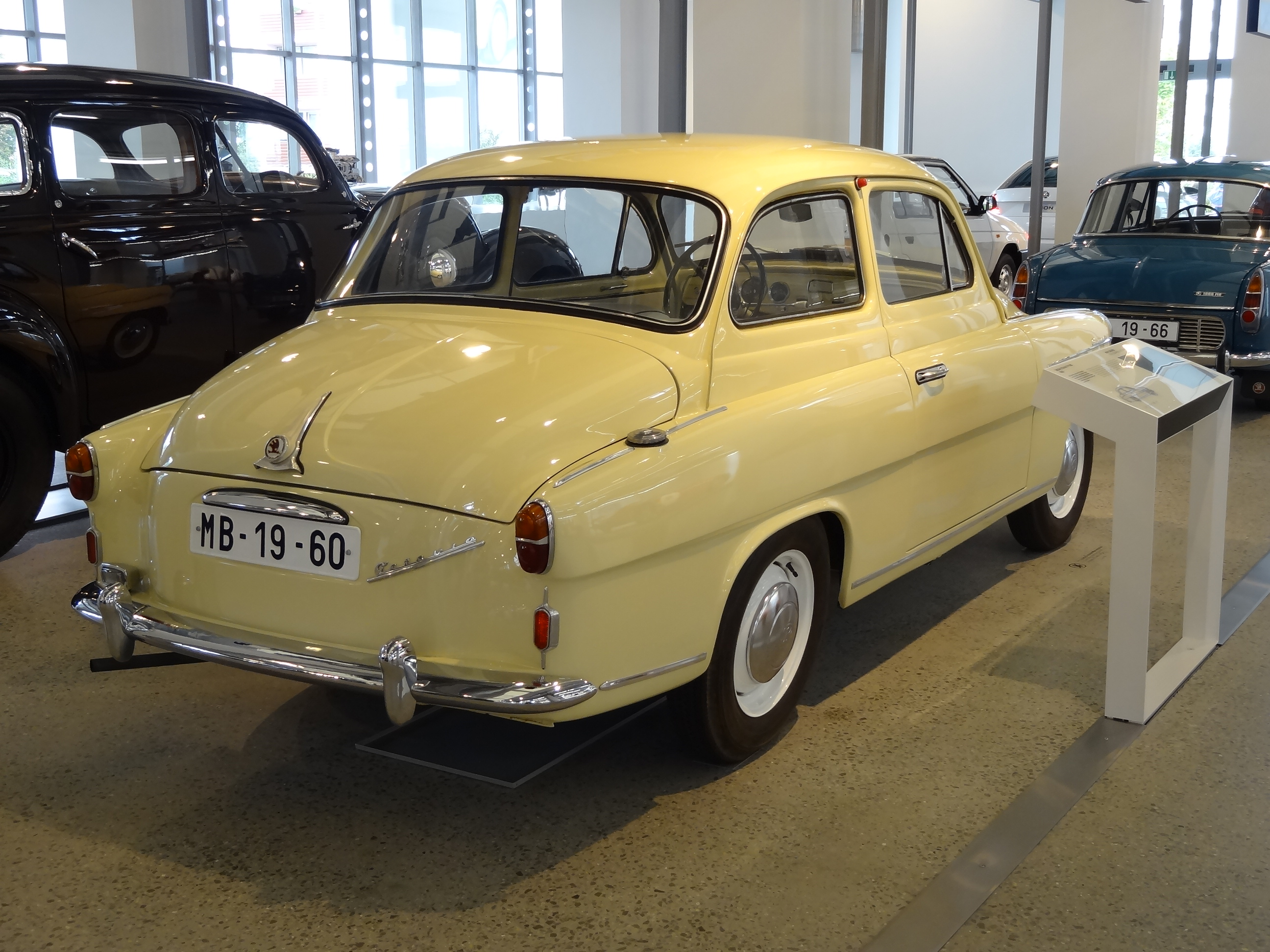

## 1regénération(1996 - 2011)
L'Octavia de première génération (type 1U) a marqué le retour de la marque tchèque dans ce segment de marché en 1996. Celle-ci se construit sur une base de Volkswagen Golf.

### Les différentes carrosseries
- Berline :
- Break : nommée Škoda Octavia Combi fut la première Škoda conçu sous l'ère Volkswagen en 1997. Elle reprend châssis, moteur (essence et TDI) de la Golf IV.

### Versions spécifiques

#### Škoda Octavia 4x4
Škoda propose également une version 4 × 4 intitulé « Scout »(disponible sur le break), dotée d'une transmission Haldex uniquement en version TDI.

#### Škoda Octavia WRC
Škoda participe au Championnat du monde des rallyes 1999 avec la Škoda Octavia WRC. Armin Schwarz a conduit la première voiture sur des 14 épreuves alors que la seconde voiture entre Pavel Sibera et Emil Triner pour le reste de la saison. Bruno Thiry pilote la deuxième voiture lors de la dernière épreuve de la saison en Grande-Bretagne. Il termine à la quatrième place ce qui permet à l'équipe de remporter ses premiers points.
Pour la saison suivante en 2000, l'équipe participe à huit rallyes sur 14 et Schwarz est secondé sur la seconde voiture l'Espagnol Luis Climent. Schwarz ne marque des points qu'en fin de saison avec un cinquième sur le Rallye de l'Acropole.
Skoda introduit l'Evo2 du Octavia WRC au rallye de Chypre.
Pour 2001, Bruno Thiry rejoint l'équipe en tant que second pilote sur 12 des 14 rallyes. Armin Schwarz marque des points à trois reprises, dont une troisième place au Safari Rally. Il s'agit du meilleur résultat de l'équipe. Skoda aligne une troisième voiture pour Stig Blomqvist au rallye de Finlande et une pour Roman Kresta aux rallyes San Remo et GB.
Pour l'année 2002, l'équipe participe à l'entièreté du championnat avec Kenneth Eriksson qui remplace Armin Schwarz parti chez Hyundai ainsi que Toni Gardemeister qui remplace Bruno Thiry. Une troisième voiture est alignée sur la plupart des événements, elle sera pilotée par Kresta, Blomqvist, Gabriel Pozzo et Matthias Kahle. Tony Gardemeister termine cinquième en Argentine et Eriksson en sixième place. Une sixième place en Australie sera également remportée par Gardemeister.
À mi-saison, Skoda introduit l'Octavia WRC Evo3 qui sera pilotée par le champion du monde Didier Auriol pour seconder Gardemeister. Les deux pilotes ont marqué des points dans la première moitié de la saison jusqu'à ce que la Fabia WRC soit introduite.
Skoda a produit en 2002 la Škoda Octavia RS WRC, une édition de rallye limitée à 100 exemplaires. Cette voiture de rallye possède le même équipement qu'une RS standard, à laquelle on a rajouté un système d'ESP, des phares xénon et des sièges avant chauffants. Elle est de couleur blanche, avec le logo Škoda vert sur l'arrière du véhicule et le chiffre 100 sur chaque portière avant.

## 2egénération(2004 - 2013)

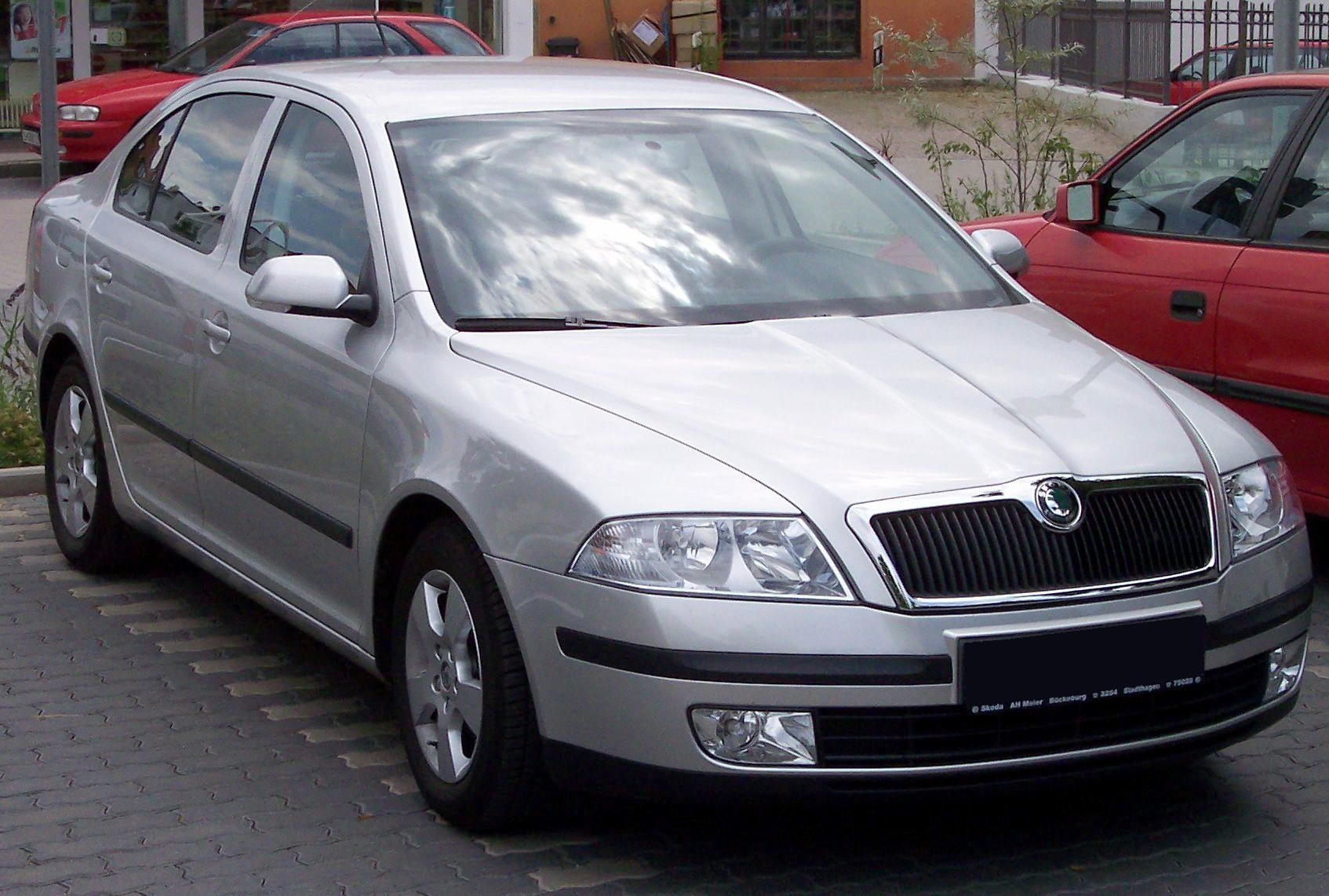
Škoda Octavia berline (2004)

L'Octavia deuxième du nom est dévoilée en 2004. Elle partage sa plateforme que la Volkswagen Golf V et l'Audi A3 8P.
Elle s'équipe de moteurs diesel à injecteurs-pompes de 105, 140 et 170 ch pour la RS et de moteurs essence de 102, 115, 160 et 200 ch pour la RS ; à noter également l'apparition de la boite DSG (double embrayage, mécanique robotisée).
En 2008, l'Octavia bénéficie d'un restylage, qui fait évoluer sa face avant ainsi que ses feux arrière. À cette occasion, elle adopte un 1.4 turbo essence de 122 ch remplaçant le 1.6 de 115 ch.
En 2009, elle remplace son 1.9 TDI de 105 ch par un inédit 1.6 TDI de même puissance mais cette fois équipée d'une rampe commune d'injection.
Une version break appelé Combi s'ajoute à la gamme. En 2010, apparition d'un bloc 1.2 TSI 105 dérivé du 1.4 TSI de 122 ch.
Le break est décliné en une version appelé Skoda Octavia Scout (Skoda Scout en Espagne), qui affiche une présentation plus "baroudeuse", d'une suspension rehaussée et d'une transmission intégrale.

### Les différentes carrosseries
- Berline :
- Break :

### Versions spécifiques
- Škoda Octavia II RS : cette sportive utilise deux moteurs : l'un de 2,0 litres TFSI à injection directe de 200 chevaux (qui a servi sur l'Audi A3, l'Audi A4, la SEAT Leon FR ainsi que sur la VW Golf GTI. Le diesel est un 2,0 litres TDI de 170 chevaux.

## 3egénération(2013 - 2020)
Fin 2012, Skoda dévoile la troisième génération d'Octavia, qui sera commercialisée en 2013, accompagnée quelques mois plus tard des versions sportive RS et break Combi. Une version Scout baroudeuse sortira un peu plus tard.
En 2016, la marque tchèque annonce qu'un million d'exemplaires de la troisième génération d'Octavia ont été produits.
L'Octavia III restylée a été dévoilée fin 2016 pour une commercialisation début 2017. Ce lifting concerne toute la gamme de l'Octavia (berline, break, versions RS et Scout,). Il lui permet de recevoir une nouvelle face avant, qui gagne en personnalité avec quatre optiques au lieu de deux. Les antibrouillards sont légèrement redessinés, de même que le capot et les feux arrière.
Sur les versions haut de gamme, un écran multimédia de 9,2 pouces apparaît muni d'une connexion internet. De plus la version break appelée Combi gagne une lampe torche placée dans le coffre.

### Les différentes carrosseries
- Berline
- Break

### Motorisations
L'Octavia dispose de moteurs essence et diesel qui s'échelonnent de 85 à 245 ch. Toutes les motorisations sont disponibles à la fois en berline et en version break appelée combi. Elles répondent toutes à la norme euro 6,,.
Essence
- 1.2 TSI 85 ch BVM 5
- 1.2 TSI 105 ch BVM 6
- 1.0 TSI 116 ch BVM/DSG
- 1.4 TSI 140 ch (103 kW)
- 1.4 TSI 150 ch (avec désactivation des cylindres) BVM/DSG
- 1.5 TSI 150 ch ACT (Désactivation des cylindres - Évolution du moteur précédent avec ajout d'un filtre à particules) BVM/DSG7.
- 1.8 TSI 180 ch BVM/DSG 6 : la finition Scout peut être équipée de cette motorisation uniquement en 4x4 et avec la boîte DSG.
- 2.0 TSI 230 ch BVM 6/DSG 6 : motorisation uniquement disponible en finition RS.
- 2.0 TSI 245 ch BVM 6/DSG 7 : motorisation uniquement disponible en finition RS.

Diesel
- 1.6 TDI FAP CR 90 ch BVM
- 1.6 TDI FAP CR 116 ch BVM/DSG
- 2.0 TDI FAP CR 150 ch BVM/DSG : la transmission intégrale est disponible aussi bien en version boîte manuelle qu'en version DSG. Cette motorisation est disponible en version "normale" mais également en finition baroudeuse Scout. Cette dernière peut avoir cette motorisation avec les versions suivantes : BVM 6 4x4, DSG 7 4x4.
- 2.0 TDI FAP CR 184 ch BVM 6/DSG 6 : la transmission intégrale est disponible en finitions classique, Scout et RS. La finition RS peut avoir ce moteur en différentes variantes BVM, DSG 6 et DSG 6 4x4. Cette motorisation est disponible avec la finition scout uniquement en boite automatique DSG 6.

### Versions spécifiques
- Škoda Octavia III RS : lancée en 2013 et inaugure 220 chevaux[13]. En 2015, elle existe dans une nouvelle finition spéciale : l'Octavia RS 230 Édition qui affiche 230 chevaux[14].

## 4egénération(2020 -...)
La quatrième génération d'Octavia est présentée le 11 novembre 2019 à Prague, 60 ans après la première Octavia, pour une commercialisation début 2020.

### Caractéristiques techniques
La Škoda Octavia IV repose sur la plateforme technique MQB du Groupe Volkswagen, qu'elle partage avec la Volkswagen Golf VIII et l'Audi A3 IV.

### Motorisations
L'Octavia de 4e génération reçoit des motorisations diesel, essence, essence hybride 48 volts, essence hybride rechargeable et fonctionnant au gaz naturel.

## Utilisateurs militaires
- Suisse : comme véhicule de liaison ainsi que pour la police militaire[18].
- Luxembourg : comme véhicule de police